# Brunzidor elèctric
Que és un brunzidor? 

Símbol electrònic per a un brunzidor.

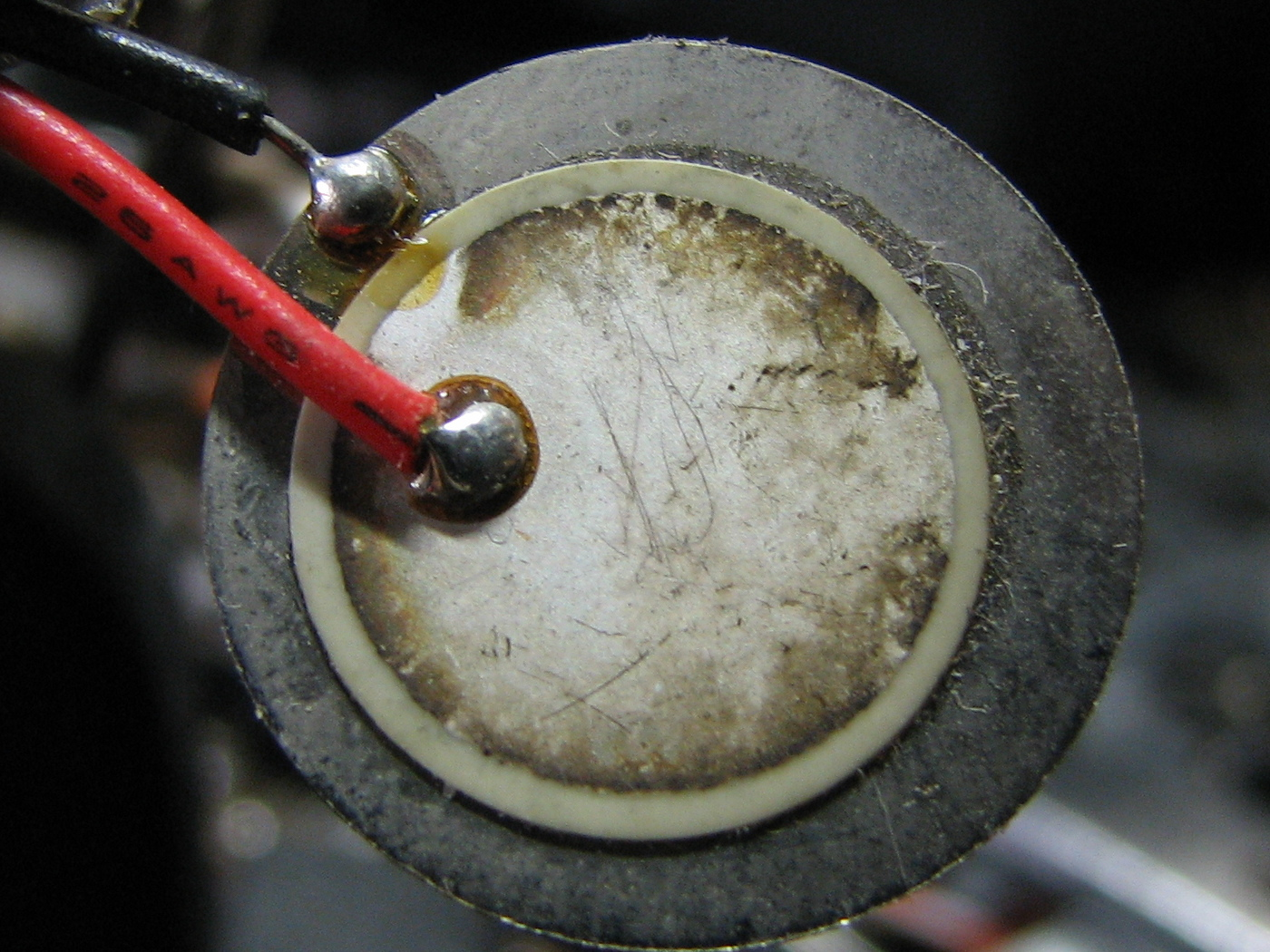

Un brunzidor (anglès: buzzer), és un dispositiu electrònic de tipus vibrador. Produeix un so o brunzit continu o intermitent d'un mateix to (baix). Serveix com a mecanisme de senyalització o avís, i són utilitzats en múltiples sistemes com en automòbils, electrodomèstics o intel·lífons.
A l'origen aquest dispositiu es basava en un sistema electromecànic que era semblant a una campana elèctrica però sense el batall metàl·lic, el qual imitava el so d'una campana.
Vibrador electromagnètic que produeix un brunzit d'una freqüència molt baixa; és emprat com a avisador acústic.